# Matt Manning
Matthew George Manning (Elk Grove, California, 28 de enero de 1998), más conocido como Matt Manning, es un jugador profesional estadounidense de béisbol que se desempeña en la posición de lanzador en Detroit Tigers, equipo de las Grandes Ligas de Béisbol (MLB).

## Carrera
En 2021, Manning hizo su debut en la MLB con el equipo Detroit Tigers, donde lleva jugando cuatro temporadas.